# 濯足節
濯足節（拉丁語：Dies Cenae Domini、天主教旧称「建定聖体瞻礼」，義大利語：、意思是「神聖星期四」）為復活節前的星期四，乃基督教（廣義）紀念耶穌基督最後的晚餐，設立了圣体圣事、濯足服事精神的重要日子。
在亞洲的菲律賓、印度部份邦與地區，歐洲的丹麥、挪威、西班牙部分地區，北美洲的哥斯達黎加、瓜地馬拉、尼加拉瓜，拉丁美洲的哥倫比亞、巴拉圭、烏拉圭等國，濯足節都是法定假日。

## 典故
依新約聖經福音書記載，耶穌在受難前，到耶路撒冷過逾越節（約12:12），他安排兩名門徒至城裡準備逾越節的晚餐（可14:13~16）。當天晚上，耶穌和十二門徒到晚餐地點（可14:17），耶穌脫了衣服、拿一條手巾束腰，把水倒在盆裏，逐一為門徒洗腳，再用腰間所束的手巾擦乾（約13:4~5），耶穌為門徒洗完腳後，穿上衣服坐了下來，對門徒解說：「你們稱呼我夫子、稱呼我主，你們說的不錯，我本來是。我是你們的主、你們的夫子，尚且幫你們洗腳，你們也當彼此洗腳。我給你們作了榜樣，吩咐你們照著我所作的去作（約13:13~15）。」 
席間耶穌指出門徒中有一人將要出賣他，他必如聖經預言所寫死去（可14:18~21）。用餐時，耶穌拿起餅祝禱，剝開分送給門徒食用，並說「這是我的身體」（可14:22）。耶穌拿起酒杯祝禱，遞給門徒們輪流飲用，又說「這是我立盟約的血，為世人所流」（可14:23~24）。餐後，耶穌被猶大引來的軍隊、祭司長、法利賽人差役等眾捆綁帶走（約18:2~12），第二天清晨，在猶太人的壓力下，羅馬帝國猶太行省的執政官本丟·彼拉多下令將耶穌處十字架釘刑致死，這日是預備日（星期五）（約18:33~40、19:1~34）（可15:1~37）。

## 起源

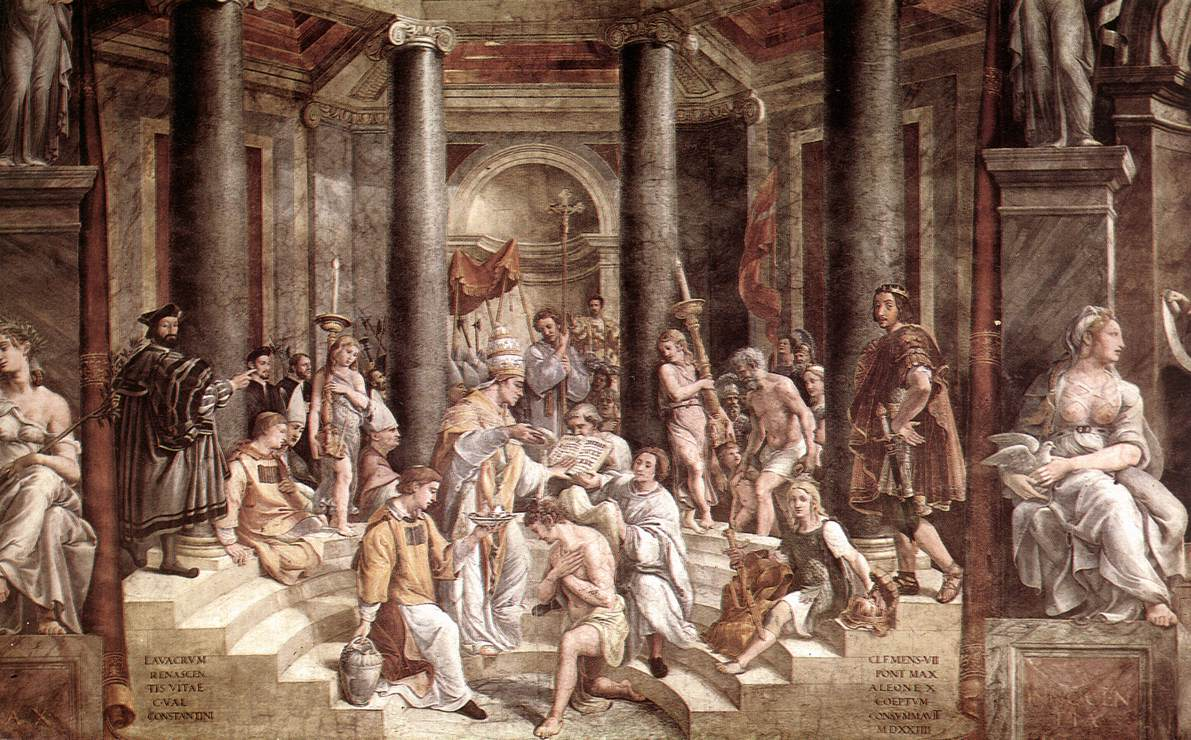
16世紀義大利畫家吉安弗朗切斯科·潘尼畫作《康士旦丁受洗》

早期基督教信徒，在凱撒里亞主教尤西比烏所著的教會史中記載，早期教會基督徒在逾越節慶祝與紀念耶穌復活。由於福音書記載耶穌於猶太人預備日死亡，逾越節後的第三日復活，也是聖經所說「一週的第一天」（如今的星期日），故基督徒稱這一天為「主的日子」或「主日」，進行集會並紀念基督的復活。2世紀時東方教會習慣於猶太人的逾越節，其他教會則定於逾越節後兩週的主日，來紀念耶穌的復活。
羅馬帝國君士坦丁一世於313年頒布《米蘭詔書》承認基督教為合法宗教後，325年君士坦丁一世為了調停爭論，選在尼西亞召開了「尼西亞第一屆大公會議 」，由教宗西爾維斯特一世的代表維特（拉丁語：Vitus）及味增爵（拉丁語：Vincentius）共同任主席，有三百多位主教出席，會中有兩項重大決議，其一為明定了復活慶典的規定：
1. 所有基督徒都該在同一天慶祝
2. 不該隨從猶太習俗
3. 在春分後第一次月圓後的星期日舉行

## 最早文獻

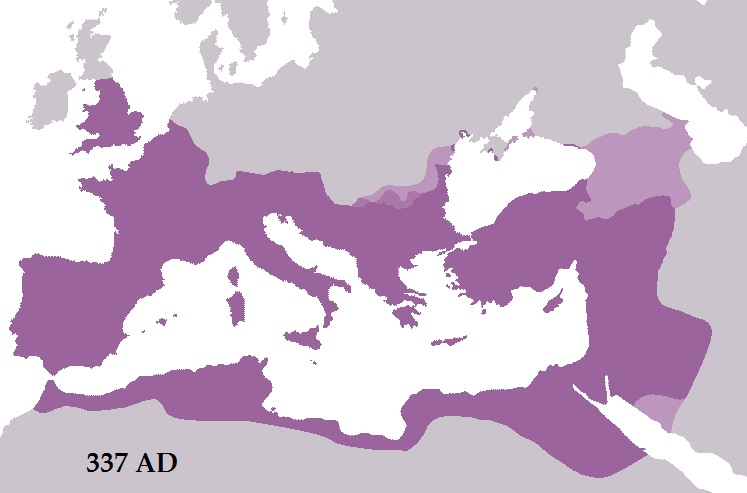
埃格里娅 (朝圣者)遊歷時羅馬帝國版圖

4世紀晚期，一名來自西北方（據考證可能為高盧，即今西、葡、法境內）的女性朝聖者埃格里娅，她經康士坦丁堡到聖地（指故以色列王國國境）遊歷 3 年，寫下許多信件，把她所見所聞傳達給家鄉的友人，是謂《埃格里婭遊記（Itinerarium Egeriae）》，其中描寫到當時人們為期 8 天的復活節記念活動，從棕枝主日、聖餐日、受難日到復活節，詳如時間、地點、環境、禮儀方式等，此為有關復活節的最早文獻紀錄，也是西方最早的女性文學作品。

## 各地風俗

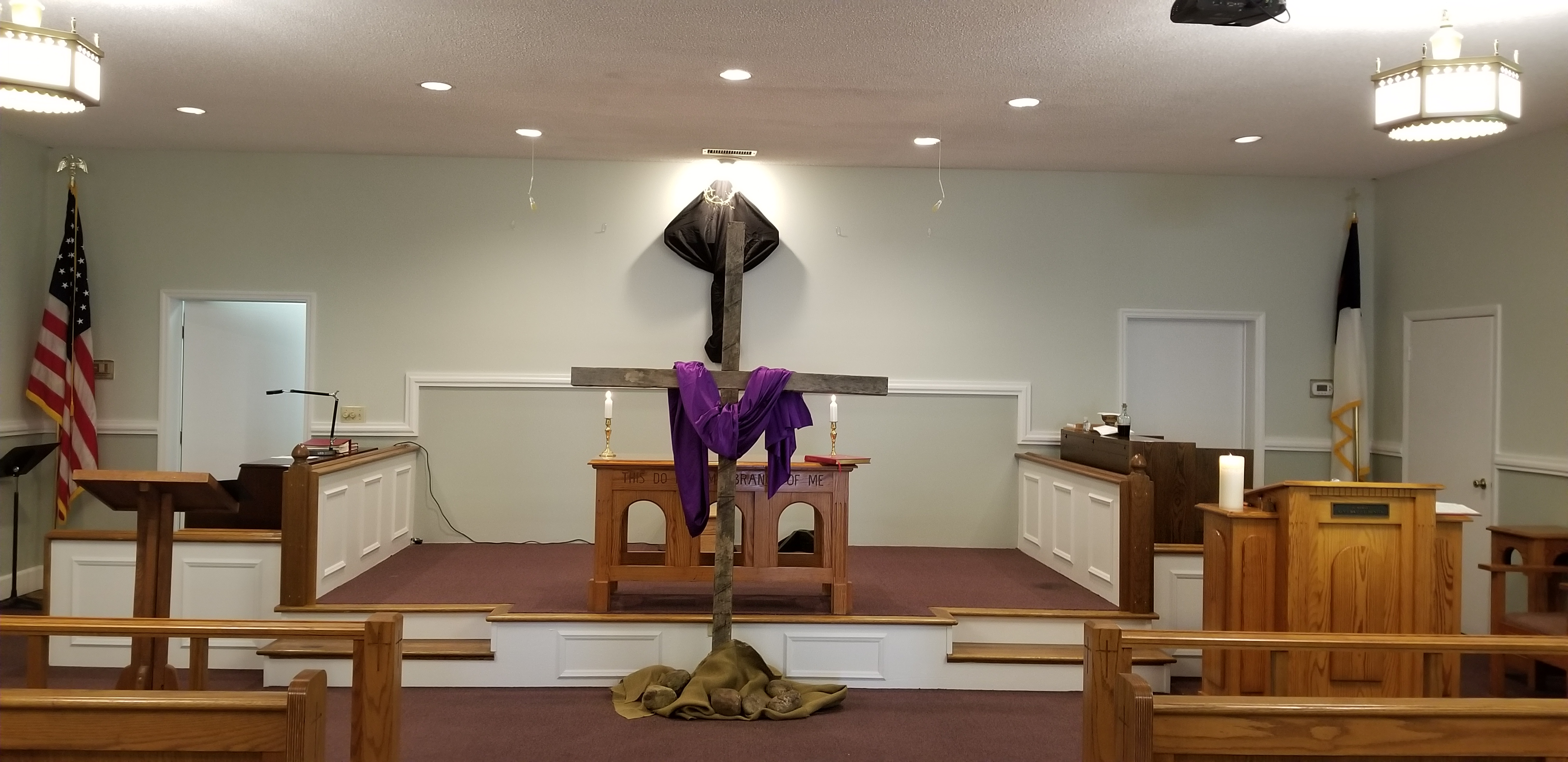
傳統上，許多基督宗教派別聖週四之後會將十字架上蒙上紫色的布

## 禮儀

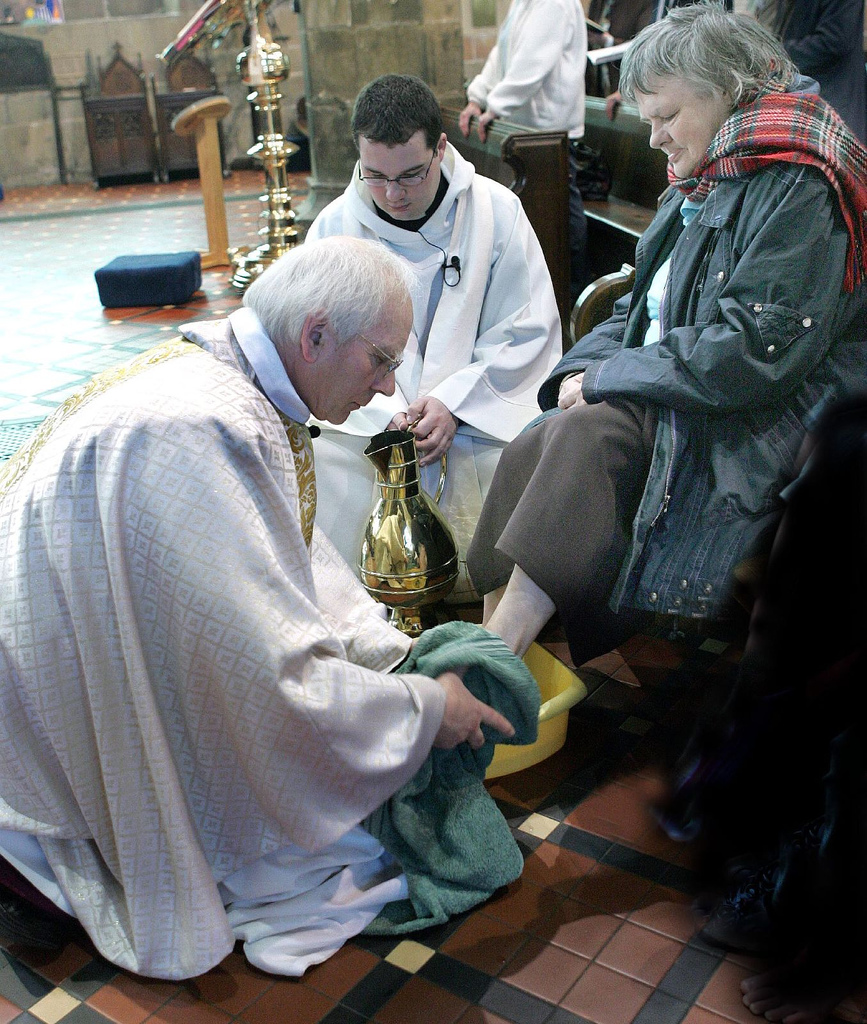
2007年濯足節時，威爾斯的約翰戴維斯主教為民眾舉行濯足服事。

濯足礼，是天主教會（又稱羅馬公教會）、東方基督教（包含東正教會、東方正統教會與東方亞述教會等）、以及新教（聖公宗固定舉行、其他教派沒有一定），在濯足節當天的重要儀式。20世紀初期，皇室政權仍在時以前，奧匈帝國的哈布斯堡王朝與西班牙王國的波旁王朝，也會在每年的濯足節，舉行濯足礼活動。
天主教會係據《羅馬彌撒禮儀（拉丁語：Missale Romanum）》一書，自從1570年開始明訂，各地教會於濯足節當天的圣体礼仪後，應舉行濯足礼，後於1955年經教宗庇護十二世修訂為在圣体礼仪中舉行。儀式的進行，會在適當地點放置椅子，供選定受洗的人坐在椅子上，人數沒有規定，然通常是十二人，由教役帶領入坐，司祭在教役協助下，逐一替各人洗腳。
東方基督教是在各區的大型或特定教堂，依循《聖經》記載，於濯足節當天「最後晚餐」儀式後，盛大進行濯足服事，由主教或資深教牧，為十二名長老或執事洗腳，重演耶穌為十二門徒洗腳的故事。